# Gracula enganensis
El miná de Enggano (Gracula enganensis) es una especie de ave paseriforme perteneciente a la familia Sturnidae.

## Distribución geográfica
Es endémico de la isla de Enggano (en el suroeste de Indonesia).

## Estado de conservación
Se encuentra amenazada por la pérdida de su hábitat natural.